# Luka Rupnik
Luka Rupnik (nacido el 20 de mayo de 1993 en Ljubljana, Eslovenia) es un baloncestista esloveno que actualmente milita en el Union Poitiers Basket 86 de la LNB Pro B.

## Trayectoria
Formado en el Olimpija de Ljubljana, donde desde 2012 hasta 2016 jugó con el primer equipo, tras formarse en sus categorías inferiores.Jugó cuatro temporadas la Liga Adriática y tres ediciones de la Eurocup.
En la temporada 2016-17 firma por el Actel Força Lleida de la Liga LEB Oro. Tras un brillante estreno en la Liga LEB Oro con promedios de 15 puntos y 6.8 asistencias en sus seis primeros partidos en las filas catalanas, en noviembre de 2016 el director de juego firmó un contrato de tres temporadas con el Montakit Fuenlabrada de Liga Endesa.
Durante las temporadas 2017-18 y 2018-19 el balcánico formaría parte de la plantilla de Baloncesto Fuenlabrada de la Liga Endesa, con el que compitió también en la Copa del Rey y la Basketball Champions League.
Tras su salida del club madrileño, Rupnik fichó en 2019 por el Antwerp Giants, con el que promedió 9.6 puntos, 3.8 rebotes y 6 asistencias en la liga belga, proclamándose campeón y MVP de la Copa, y 10.3 puntos y 3.3 asistencias en la Basketball Champions League. 
En julio de 2020, el armador esloveno firma un acuerdo con ČEZ Basketball Nymburk de la Národní Basketbalová Liga, con el que disputó la Final Eight de la competición continental, anotando 11 puntos y repartiendo 5 asistencias frente al AEK B.C. en cuartos de final.
El 16 de octubre de 2020, firma por el Casademont Zaragoza de la Liga Endesa.
El 6 de diciembre de 2020, firma como jugador del KK Cedevita Olimpija para disputar la ABA Liga y la FIBA EuroCup.
El 8 de noviembre de 2022, firma por el San Pablo Burgos de la Leb Oro.
El 1 de agosto de 2023, firma por el Union Poitiers Basket 86 de la LNB Pro B.

## Selección nacional
Es internacional con Eslovenia desde categorías de formación y ha disputado con su selección los EuroBasket de 2011 y 2015, participando también, entre 2017 y 2019, en la fase de clasificación para la Copa del Mundo de China.
En verano de 2021, fue parte de la selección absoluta eslovena que participó en los Juegos Olímpicos de Tokio 2020, que quedó en cuarto lugar.
En septiembre de 2022 disputó con el combinado absoluto esloveno el EuroBasket 2022, finalizando en sexta posición.